# Lugove (Nijniohirski)
Lugove (en (ucraïnès): Лугове, rus: Луговое, Lugovoie) és un poble de la República Autònoma de Crimea a Ucraïna, que el 2014 tenia 102 habitants. Pertany al districte de Nijniohirski.